# Andrea Del Boca

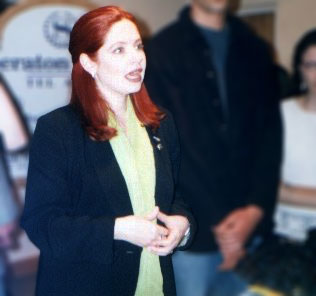
Andrea Del Boca in Israel (1999)

Andrea Del Boca (* 18. Oktober 1965 in Buenos Aires als Andrea Del Boca Castro) ist eine argentinische Schauspielerin und Sängerin. Sie gehört zu den bekanntesten Schauspielerinnen ihrer Heimat und spielt überwiegend Hauptrollen in Telenovelas.

## Leben
Del Bocas Vater ist der argentinische Regisseur Nicolás Del Boca. Ihren ersten Fernsehauftritt hatte sie mit vier Jahren als Taubstumme in der Fernsehserie „Nuestra galleguita“. Zwar war ihr Vater gegen eine Karriere im Showbusiness, aber mit Hilfe ihrer Mutter gelang es ihr, als Schauspielerin Fuß zu fassen. Bereits im Alter von vier Jahren spielte sie ihre erste Hauptrolle in dem Film „Jugar a morir“ (Cristina). Der Durchbruch gelang ihr in der Rolle der Pinina in der Telenovela „Papa Corazon“. Am Theater und im Film arbeitete sie u. a. mit Hilda Bernard, Norma Aleandro, Luis Brandoni, Adrián Suar, Luisina Brando und Analía Gade. Beim Fernsehen arbeitete sie gemeinsam mit den Schauspielerkollegen Patricia Castell und Nelly Prono. 1998 schloss sie ein Regie-Studium an der New York University ab. Neben ihrer Schauspielkarriere war sie auch als Sängerin erfolgreich. In den 1970er Jahren sang sie mehrmals die Titellieder der Produktionen, in denen sie mitspielte. Sie veröffentlichte in den 1980er und 1990er Jahren drei Soloalben.
Über das Privatleben del Bocas ist kaum etwas bekannt, da sie sich und ihre Familie von der Öffentlichkeit abschirmt. Sie ist unverheiratet und hat eine Tochter.

## Filmografie (Auswahl)
- 1969: Nuestra galleguita
- 1972: Papá corazón
- 1973: Pinina quiere a papá
- 1979: Andrea Celeste
- 1980: Señorita Andrea
- 1981: Hay que educar a papá
- 1982: Cien días de Ana
- 1987: Stellina (Estrellita mía)
- 1991: Celeste
- 1992: Antonella
- 1993: Celeste siempre Celeste
- 1994: Perla negra
- 1996: Zíngara
- 1997: Mía sólo mía
- 2001: El sodero de mi vida
- 2005: Sálvame María
- 2006: Gladiadores de Pompeya
- 2008: Por amor a vos
- 2010: Alguien que me quiera
- 2010: Un buen día

## Diskografie
Singles
- Andrea del Boca canta junto a Iris Láinez (1972)
- Mamá, quiero decirte gracias (1979)
- Feliz Noche Buena, Feliz Navidad (1979)

Alben
- Con amor (1988)
- Te amo (1989)
- El amor (1994)